# Синя Луна
„Синя Луна“ (на английски: Blue Moon) е названието на второто пълнолуние в рамките на един календарен месец. Повечето години имат 12 пълнолуния, появяващи се по веднъж на всеки месец, но в някои години се появяват по две пълнолуния в един месец, като второто се нарича „синя Луна“. Изразът няма нищо общо с цвета на Луната, отнася се единствено до периодичността на фазите ѝ и се случва веднъж на две години и половина (средно 2,7154 години).
Наименованието идва от идиоматичния израз на английски език „Once in a Blue Moon“, използван в разговорната реч, в поезията и музиката, за охарактеризиране на нещо, което може да се случи изключително рядко или никога, подобно на българския израз „Когато ми цъфнат налъмите“ или „На куково лято“.

## Истинска синя Луна
Възможно е наистина Луната да изглежда синя (не е задължително да е пълнолуние), погледната с невъоръжено око. Това по принцип се среща много рядко. Ефектът може да се получи от дим или частици прах в атмосферата, каквито са се появявали след горски пожари в Швеция и Канада през 1950 г. и след изригването на Кракатау през 1883 г. Изригването на вулкана изхвърля огромно количество прах и създава илюзията, че Луната е синя, за почти две години. Частиците в атмосферата трябва да са около 1 микрометър в диаметър.

## „Сини Луни“ през 21 век
| година | месец    | дата       | дата      | година | месец     | дата       | дата      |
| година | месец    | пълнолуние | Синя Луна | година | месец     | пълнолуние | Синя Луна |
| ------ | -------- | ---------- | --------- | ------ | --------- | ---------- | --------- |
| 2001   | ноември  | 1          | 30        | 2026   | май       | 1          | 31        |
| 2004   | юли      | 2          | 31        | 2028   | декември  | 2          | 31        |
| 2007   | юни      | 1          | 30        | 2031   | септември | 1          | 30        |
| 2009   | декември | 2          | 31        | 2034   | юли       | 1          | 31        |
| 2012   | август   | 2          | 31        | 2037   | януари    | 2          | 31        |
| 2015   | юли      | 2          | 31        | 2037   | март      | 2          | 31        |
| 2018   | януари   | 2          | 31        | 2039   | октомври  | 2          | 31        |
| 2018   | март     | 2          | 31        | 2042   | август    | 1          | 31        |
| 2020   | октомври | 1          | 31        | 2045   | май       | 1          | 30        |
| 2023   | август   | 1          | 31        | 2048   | януари    | 1          | 31        |